# Commonwealth Aircraft Corporation
Die Commonwealth Aircraft Corporation (kurz: CAC) war ein australischer Flugzeugbauer. Die Gesellschaft wurde 1936 gegründet, um Australien unabhängig von britischen Militärflugzeugen zu machen. Der hauptsächlich Lizenzen und Nachbauten produzierende Flugzeugbauer schrumpfte nach dem Zweiten Weltkrieg sehr stark und wurde schließlich in den 1980er-Jahren aufgekauft.

## Geschichte

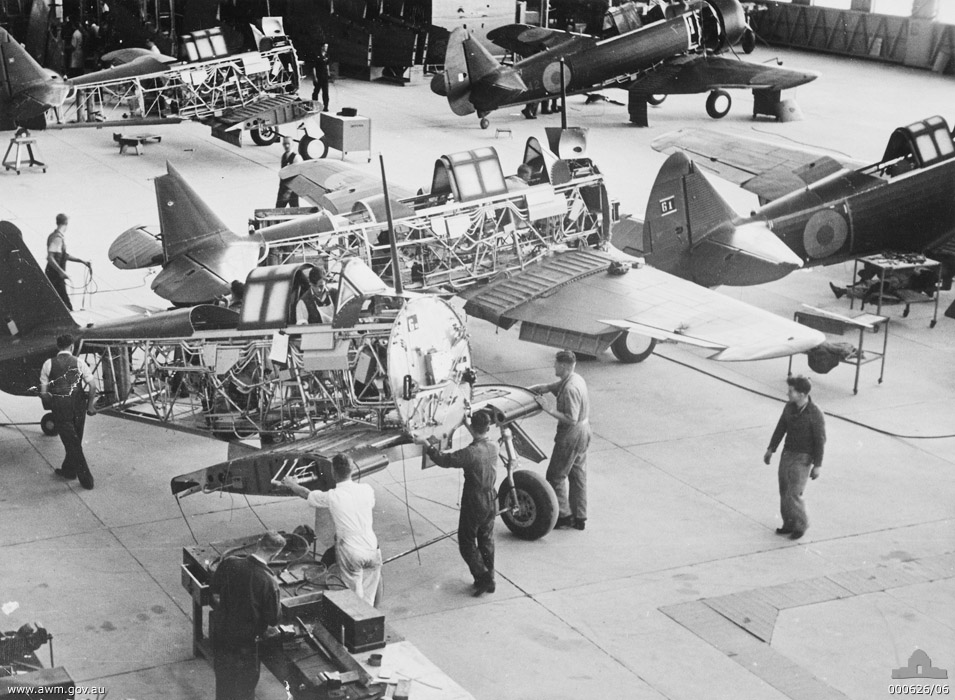
Produktion von CAC Wirraway (1940)

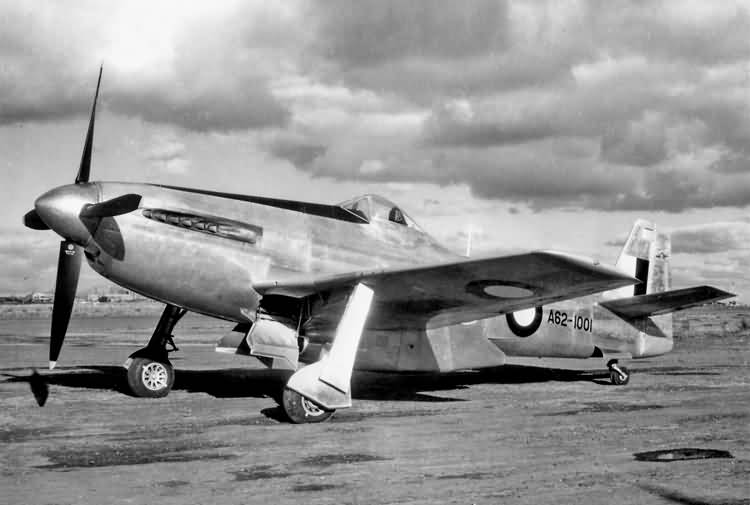
Prototyp CAC CA-15 „Kangaroo“

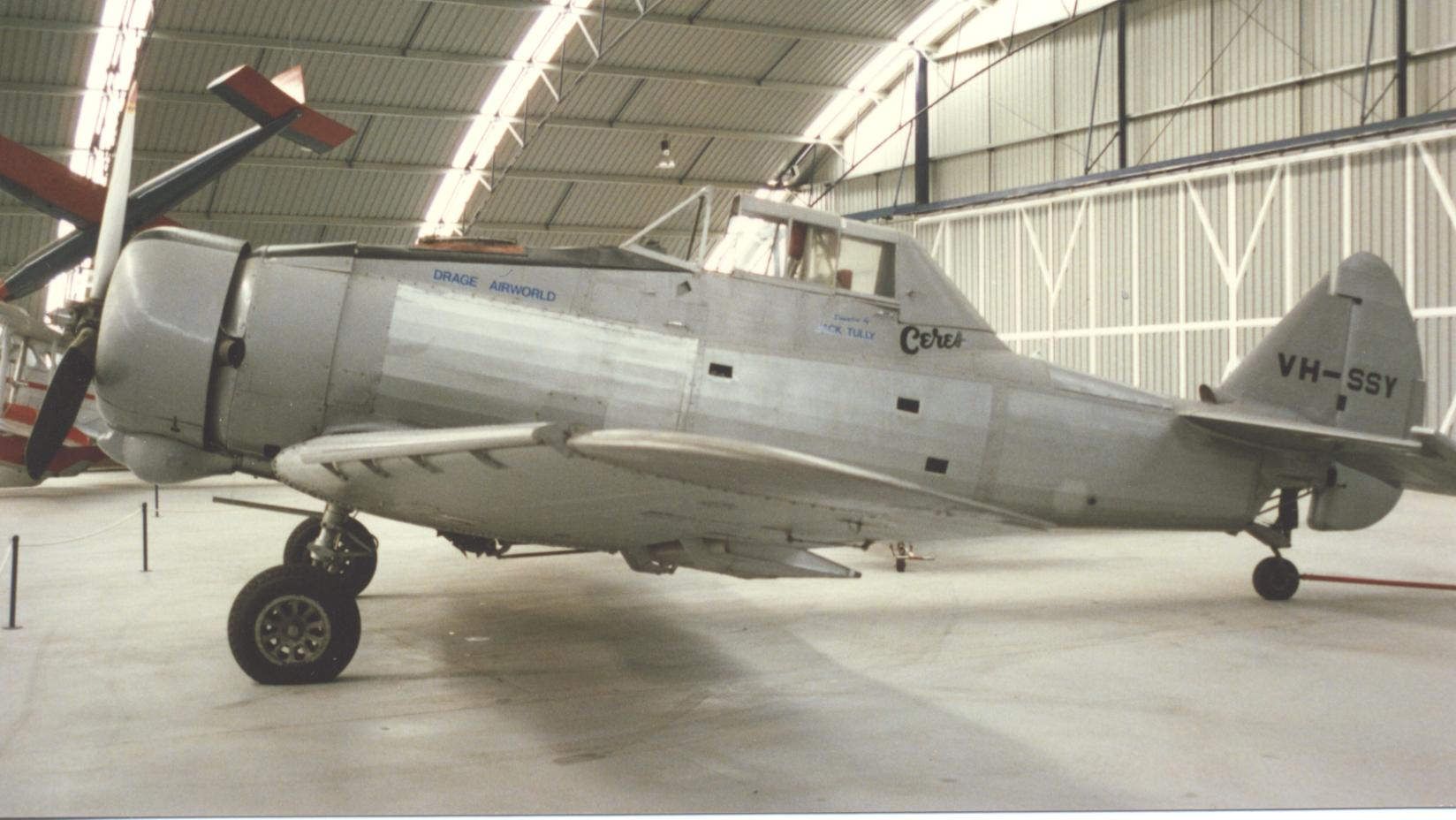
Agrarflugzeug CAC Ceres

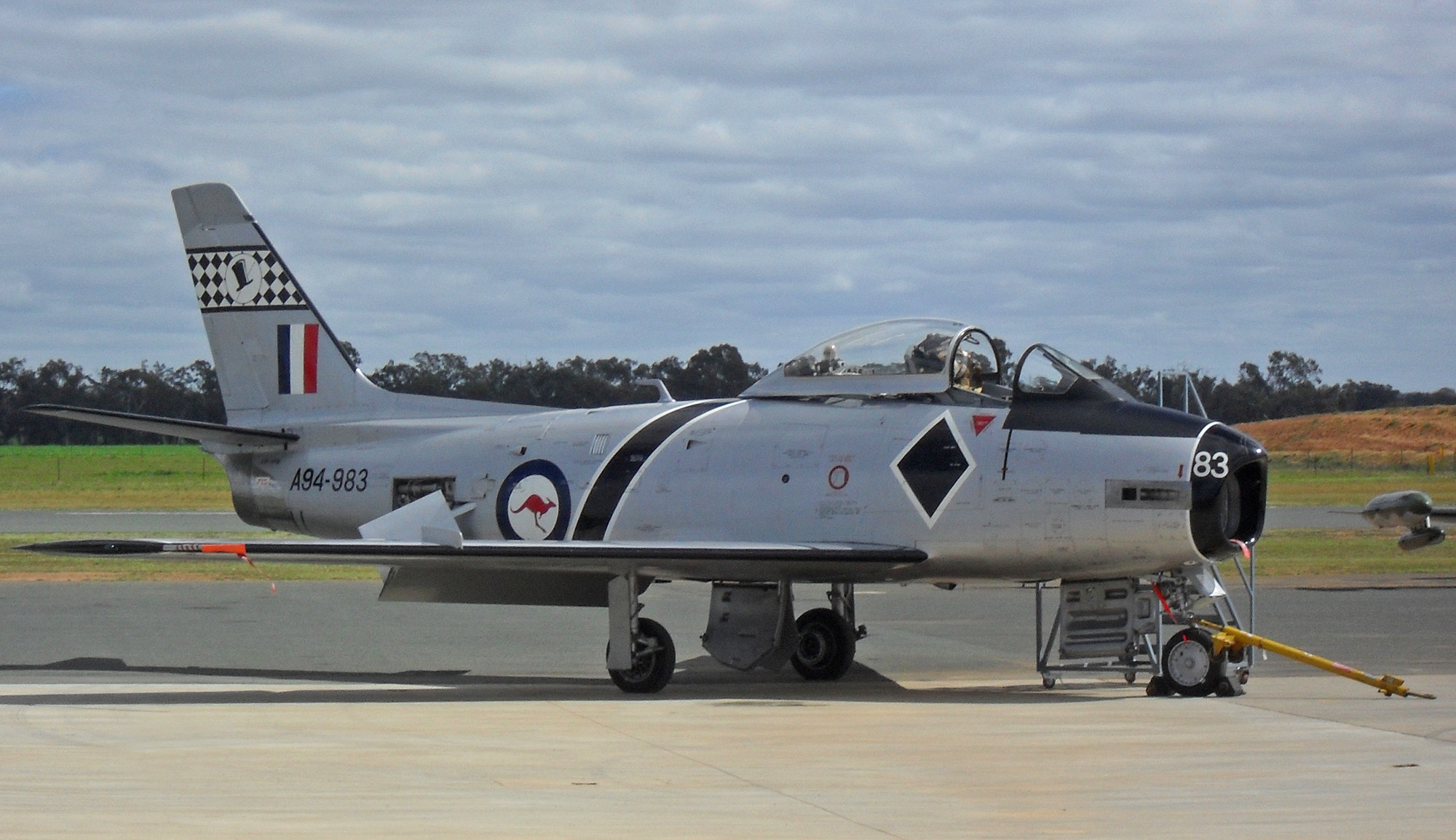
CAC Sabre Mk 32 im Museum von Temora

1935 unternahm Essington Lewis, Hauptgeschäftsführer von Broken Hill Proprietary, eine Europareise, bei der ihm die Kriegsgefahr bewusst wurde. Bei seiner Rückkehr nach Australien äußerte er sich besorgt, dass das Land von dem bisherigen Hauptlieferanten für Flugzeuge (dies war Großbritannien) abgeschnitten werden könnte. Er begann eine Lobbykampagne, gewann die Zustimmung der australischen Regierung, und begann im August 1935 Verhandlungen mit anderen australischen Konzernen. Neben BHP stiegen der Autobauer Holden (kurz zuvor von General Motors aufgekauft), die Stahlhütte Broken Hill Associated Smelter Pty. Ltd., der von Alfred Nobel mitbegründete Chemieriese Imperial Chemical Industries, die Reederei Orient Steam und die Minengesellschaft Electrolytic Zinc Company of Australasia Ltd. in den neu zu gründenden Konzern ein. Am 17. Oktober 1936 wurde die Gesellschaft in Melbourne eingetragen, im September 1937 wurde das erste Werk fertiggestellt.
Kurz nach der Gründung wurde der Flugzeugbauer Tugan Aircraft aufgekauft. Dessen Chefentwickler Lawrence Wacket, zu diesem Zeitpunkt bereits bekannt für seine Fähigkeiten und frisch von einer US- und Europareise zur Studie europäischer Flugzeugtypen zurückgekehrt, wurde kurzerhand zum Geschäftsführer der CAC ernannt. Er entschied sich für die Produktion einer Modifikation des US-Trainingsflugzeugs NA-16 mit einem Nachbau des Pratt & Whitney-R-1340-Motors, die als CAC Wirraway bekannt wurde. Damit war CAC einer der ersten Flugzeugbauer neben de Havilland, die Flugzeuge mitsamt Motor und Propeller komplett selbst fertigten.
Während des Kriegs beschränkte sich CAC sehr stark darauf, australische Versionen bereits etablierter Flugzeugmodelle zu fertigen. Obwohl auch selbst Flugzeuge wie die Woomera und die Kangaroo entwickelt wurden, hatte die Kriegsproduktion Vorrang und es wurden Nachbauten sowie Lizenzversionen bevorzugt, vorzugsweise von North American Aviation. Teilweise wurde sogar lediglich die Endfertigung von in den USA vorproduzierten Teilen vorgenommen.
Nach dem Kriegsende beschränkte sich CAC stark auf kleine Serien wie der selbst entwickelten Winjeel und auf stark modifizierte Lizenznachbauten für den australischen Gebrauch, wie der Sabre und der MB-326. Für den Sabre-Nachfolger in der RAAF, den Mirage-Fighter, war CAC nur noch als Zulieferer gefragt. Mit der CAC Ceres wurde sogar eines der ursprünglich für das Militärtraining gedachten Flugzeuge für die Agrarfliegerei umgebaut. Dies war der einzige Flugzeugtyp von CAC, der für den zivilen Einsatz vorgesehen war.
1981 wurde das Projekt des in komplett Australien gefertigten Wamira-Trainingsflugzeug begonnen. Das Projekt, bei dem CAC mit mehreren anderen australischen Firmen zusammenarbeitete, wurde 1985 nach mehreren Rückschlägen beendet. Kurz zuvor kaufte der Projektpartner Hawker de Havilland CAC auf und führte die Firma ab 1986 unter dem Namen Hawker de Havilland Victoria Ltd. weiter. Boeing Australia kaufte diese Firma 2000 auf.

## Produkte
- CAC Wirraway (Trainingsflugzeug sowie in Ausnahmesituationen Kampfflugzeug, zwischen 1937 und 1946 wurden insgesamt 755 gebaut)
- CAC Wackett (Trainingsflugzeug, zwischen 1939 und 1942 wurden insgesamt 202 gebaut)
- CAC Woomera (Bomber, 1942 wurden 2 Prototypen gebaut, Konzept galt bei geplanter Einführung als veraltet, Produktion eingestellt)
- CAC Boomerang (Jagdflugzeug, zwischen 1942 und 1945 wurden insgesamt 250 gebaut)
- CAC Mustang (von North American Aviation lizenziertes Jagdflugzeug, zwischen 1945 und 1953 wurden insgesamt 200 gebaut)
- CAC Kangaroo (Jagd- und Eskortflugzeug, 1942 wurde ein Prototyp gebaut, Produktion wegen der Übernahme anderer Flugzeugmodelle eingestellt)
- CAC Winjeel (Trainingsflugzeug, nach 1955 wurden insgesamt 64 gebaut)
- CAC Sabre (von North American Aviation lizenziertes Jagdflugzeug, zwischen 1953 und 1961 wurden insgesamt 112 gebaut)
- CAC Ceres (Agrarflugzeug, zwischen 1958 und 1963 wurden insgesamt 21 gebaut)
- Zulieferauftrag für 101 Flugzeugteilsets (Tragflächen, Seitenruder, Leitwerke) und 140 Maschinen für die Mirage IIIE
- CAC-MB-326 (von Aermacchi lizenziertes Trainingsflugzeug, von 1967 bis 1972 wurden 85 Maschinen gebaut)
- CAC Kiowa (Bell OH-58) (von Bell Helicopter lizenzierter Hubschrauber, in den späten 1970ern wurden 56 Maschinen gebaut)
- Zulieferauftrag für 73 Flugzeugteilsets (Tragflächen, Seitenruder, Leitwerke) und 158 Maschinen für die F/A-18 Hornet

Nicht in dieser Liste erwähnt sind verschiedene Aufträge zur Modifikation oder Aufrüstung einiger Maschinen.